# Lingo (programa de televisión)
Lingo fue un programa de concurso emitido por La 2 de Televisión Española entre 1993 y 1996; CMM TV y Punto TV en la primera mitad de la década de 2000 y por Canal Sur Televisión y ETB2 en la década de 2020. Fue presentado por Ramoncín, Eduardo Aldán, Luis Larrodera, Ana Ruiz, Aitor Albizua y Jon Gómez.

## Etapas
Entre 1993 y 1996, La 2 de TVE emitió las seis temporadas del concurso con el cantante Ramoncín al frente, de lunes a viernes a las 21h00 CET.
En 2002, después de seis años sin emitirse, CMM TV emitió nuevas entregas de Lingo presentadas por Ramoncín por dos años, hasta 2004. Durante esa misma época, CMM TV emitió también las temporadas anteriores del concurso. Desde 2005, las cadenas de Punto TV pasan a emitir nuevas entregas de Lingo, bajo la conducción de Eduardo Aldán y Luis Larrodera.
Tres lustros después, el 13 de noviembre de 2021, Canal Sur Televisión emite una nueva etapa del programa los sábados y domingos a última hora de la tarde, bajo la producción de Unicorn Content y la presentación de Ana Ruiz. Tras siete meses en emisión, el 26 de junio de 2022, Canal Sur Televisión deja de emitir el programa. A pesar de su cancelación, la cadena secundaria de Canal Sur, Andalucía TV, emite reposiciones del programa durante el verano de 2023.
En el primer trimestre de 2022, EITB encarga a Unicorn Content y New Media la producción de la adaptación vasca de Lingo, siendo emitido por ETB2 entre el 2 de mayo y el 1 de diciembre de 2022, de lunes a viernes a las 18h00 CET. Aitor Albizua condujo el programa entre el 2 de mayo hasta el 30 de septiembre de 2022, ya que se marchó a RTVE para presentar el programa El comodín de La 1. A partir del 3 de octubre de 2022 y hasta su cancelación el 1 de diciembre de 2022 el programa fue presentado por Jon Gómez.

## Mecánica
El juego podía considerarse una mezcla entre el Bingo y el Master Mind. Las parejas de concursantes tenían que adivinar palabras de 5 letras, en un máximo de 5 intentos. Se les concedía la letra inicial y cuando decían una palabra, se les indicaba si alguna de las letras utilizadas formaba parte de la palabra oculta. Si la letra estaba en el sitio exacto, se recuadraba de rosa, y si la letra estaba en la palabra, pero no en el sitio exacto, se circulaba de amarillo.
Tras acertar, los concursantes tenían el derecho de sacar de una urna unas bolas que contenían un número. Dicho número sería tachado de un cartón digital con 25 números (de 5 × 5 casillas). Si completaban una línea en cualquiera de las 3 direcciones, hacían Lingo.
El programa consistía en dos fases. En la primera fase competían dos parejas de concursantes. La pareja ganadora pasaba a participar en la 2.ª fase, donde competía por llevarse el dinero.

### Primera fase
Participaban dos parejas de concursantes, que podían ser mixtas o no. El objetivo en esta fase era acumular la mayor cantidad de dinero posible para acceder a la 2.ª fase.
Cada pareja tenía una mesa en la que había una urna con bolas. En la 1.ª fase había 3 tipos de bolas:
Bolas azules numeradas: Las bolas que permitían ir tachando los números del cartón. Se permitía sacar un máximo de 2 por turno. Una pareja tenía las bolas impares y otra pareja, las pares.
Bolas rojas: Había 3. Si sacaban una bola roja, perdían el turno.
Bolas verdes: Había 3. Si sacaban las 3 bolas verdes, se llevaban un dinero extra. Si nadie las sacaba, el dinero se acumulaba para el siguiente programa a modo de bote.
El juego lo comenzaba la pareja A, con la inicial de una palabra. Cada pareja tenía 10 segundos para decir una palabra y deletrearla correctamente. Si cometían un error al deletrear, o decían una palabra que no existía, perdían el turno. El juego era alterno entre miembros de la pareja. Tras la 3.ª línea, el programa concedía un pequeño descanso de 5 segundos en el que intervenía el presentador. Si tras la 5.ª línea, la pareja no había acertado la palabra, el turno pasaba a la otra pareja, que además recibía una letra de regalo. El máximo de líneas a jugar era 6.
La pareja que acertara la palabra, obtenía 5.000 pesetas y obtenía el derecho de sacar bolas de las urnas. Si en algún momento del juego, lograban hacer Lingo, obtenían 25.000 pesetas extras. Cuando se hacía Lingo, se cambiaban los cartones de ambas parejas y se seguía jugando normalmente.
La pareja que obtuviese más dinero, pasaba a la 2.ª fase del programa.

### Segunda fase
Aquí la pareja ganadora competía para ganar dinero. El juego se hacía por rondas, y por cada ronda superada, la pareja multiplicaba por dos el dinero acumulado. Había un máximo de 5 rondas, pudiendo plantarse cuando quisieran. En esta segunda fase había que no hacer Lingo. Si la pareja hacía Lingo, perdía todo el dinero, aunque podían volver en el siguiente programa, hasta un máximo de 5 veces.  El dinero que podían ganar dependía de lo acumulado en la 1.ª fase, pero podía ser superior a los 2 millones de pesetas. Si los concursantes empezaban, por ejemplo, con 70.000 pesetas, podían llegar a ganar 2.240.000 pesetas si llegaban hasta el final de la 5.ª ronda.
Se jugaba con las palabras, solo que en este caso, el programa ofrecía la 1.ª y la 3.ª letra de la palabra. Si los concursantes acertaban la palabra en la 1.ª línea, solo tenían que sacar una bola. Si era en la 2.ª línea, 2 bolas. En la 3.ª línea, 3 bolas, y así sucesivamente hasta un máximo de 6 bolas si no acertaban la palabra.
En este caso en la urna había contenidas 35 bolas azules numeradas (pares o impares, del 1 al 70) y dos bolas amarillas 'comodín'. Si sacaban una bola amarilla, automáticamente quedaban exentos de sacar más bolas en ese turno. No todas las bolas numeradas estaban en el cartón, solo algunas, de forma que muchas veces se sacaban bolas que no estaban en el cartón y no complicaban la situación, para alivio de los concursantes.
En muchas ocasiones, el cartón ofrecido venía 'tachado' de forma que, si sacaban la bola de la casilla central, se hacía Lingo y se perdía todo el dinero. De esta forma, los concursantes siempre jugaban al límite, ya que una sola bola podía dar al traste con el esfuerzo de todo el programa.